# Терюська сільська рада
Терюська сільрада (біл. Цярухскі сельсавет) — адміністративна одиниця на території Гомельського району Гомельської області Білорусі.

## Склад
Терюська сільська рада охоплює 11 населених пунктів:
- Дикалівка — село;
- Єпіфань — селище;
- Каролін — селище;
- Кравцовка — село;
- Кустарний — селище;
- Лядці — селище;
- Нова Гута — агромістечко;
- Семенівка — село;
- Студьона Гута — село;
- Терюха — село, центр сільради;
- Шутовка — село.